# Чжанхуа
Чжанхуа (кит.: 彰化市) — місто на Тайвані, столиця однойменного повіту. Раніше околиці міста були заселені аборигенами племені бабуцза.
На пагорбі (гора Багуа) над містом у парку знаходиться велика статуя Будди висотою 26 метрів. Цю статуя в гарну погоду видно з будь-якого місця міста. 
Місто також відоме храмом Конфуція, найстарішим на Тайвані. У 2006 храм був пошкоджений пожежею.
Площа міста — 65.69 км². Населення — 230,000 осіб.

## Історія
Місто набуло значення після будівництва залізниці. Порт Луган, до якого залізниця не була проведена, занепав, і центр повіту перемістився сюди.